# 桶川站

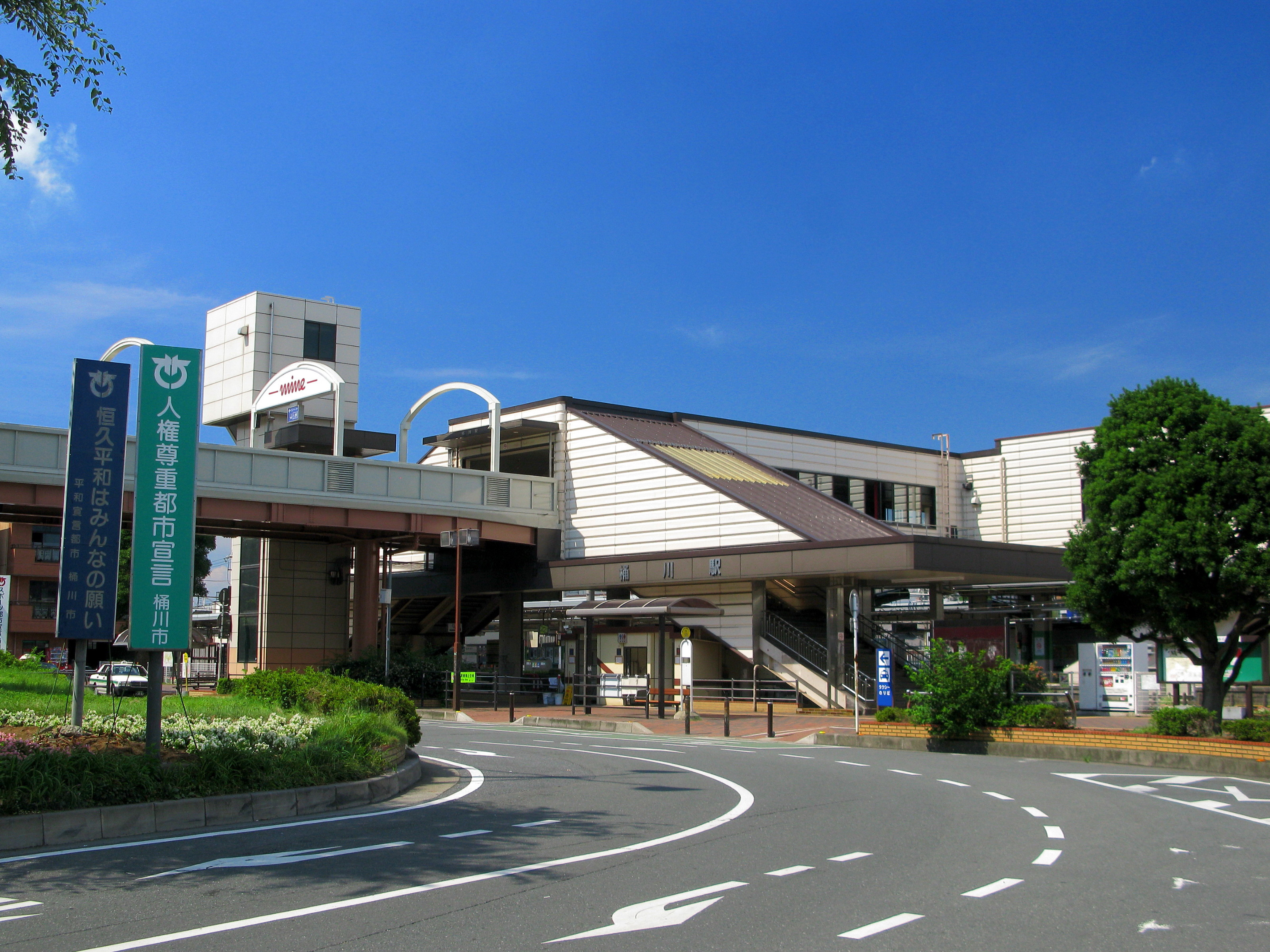
西口（2012年7月）

桶川站（日语：／ Okegawa eki */?）是東日本旅客鐵道（JR東日本）高崎線的鐵路車站，位於埼玉縣桶川市南一丁目。

## 歷史
- 1885年（明治18年）3月1日－日本鐵道桶川站開業。
- 1906年（明治39年）11月1日－日本鐵道被國有化。
- 1909年（明治42年）10月12日－日本國鐵重編路線，本站成為橫須賀線車站。
- 1982年（昭和57年）11月－新站房（跨站式站房）落成啟用。
- 1985年（昭和60年）3月1日－本站開業100週年。
- 1987年（昭和62年）4月1日－國鐵分割民營化，本站由JR東日本接手管理。
- 1999年（平成11年）10月26日－車站西口周邊發生桶川騷擾殺人事件。
- 2001年（平成13年）
  - 11月18日－智能卡系統Suica正式投入服務。
  - 12月1日－湘南新宿線開業，高崎線開始經新宿站與東海道線相互直通運行。
- 2016年（平成28年）3月10日－車站早晨無人化實施[2]。

## 車站結構

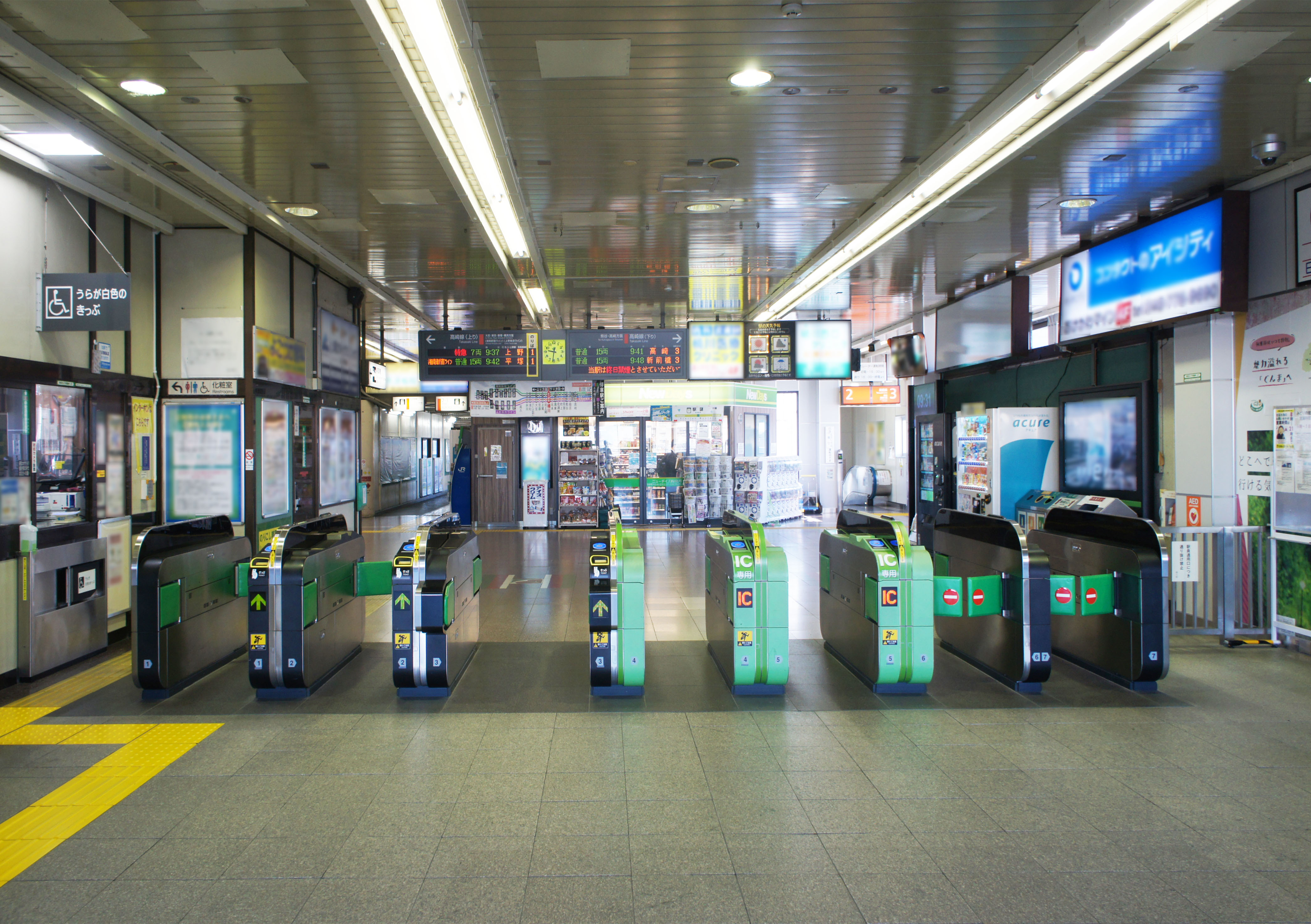
驗票口(2021年10月)

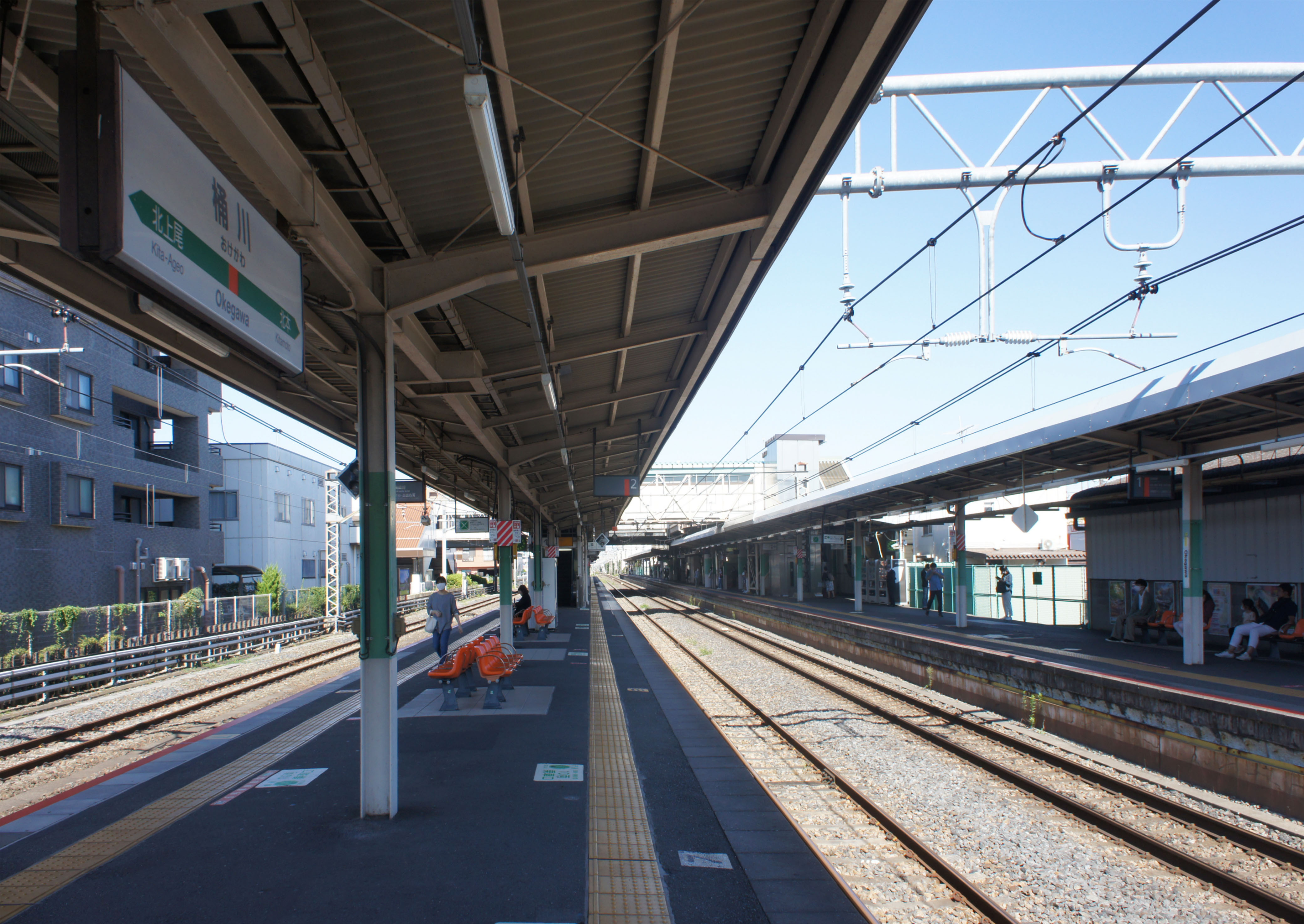
月台(2021年10月)

本站是地面車站，站房採跨站式站房設計。站內設有綠色窗口、劃位車票自動售票機、自動閘機等設備。本站設有兩座月台。1號月台是一側式月台，2、3號月台則是島式月台2線設計。其中2號月台是待避線，供普通列車待避快速列車用。但早上繁忙時間時為分開使用特急列車和普通列車的乘客，往上野方向的特急列車使用2號月台。

### 月台配置
| 月台 | 路線    | 方向 | 目的地                                                      | 備註                    |
| ---- | ------- | ---- | ----------------------------------------------------------- | ----------------------- |
| 1、2 | ■高崎線 | 上行 | 大宮、東京、新宿、橫濱方向 （包括■湘南新宿線、■上野東京線） | 2號月台為部分列車待避用 |
| 2、3 | ■高崎線 | 下行 | 熊谷、高崎、前橋方向                                        | 2號月台為部分列車待避用 |

（來源：JR東日本:車站構內圖）
站內店舖
- 付費區外
  - 桶川蕎麥麵店
  - Kiosk便利商店
- 付費區內
  - NEWDAYS
  - Lotteria
  - 日高屋

## 使用情況
2019年（令和元年）度1日平均上車人次為26,296人。
- 此是JR東日本高崎支社管內（高崎線內為宮原站以北）次於上尾站、高崎站、熊谷站排行第4位。

近年1日平均上車人次推移如下表。
| 年度               | 1日平均 上車人次 | 來源     |
| ------------------ | ---------------- | -------- |
| 1990年（平成02年） | 28,920           |          |
| 1991年（平成03年） | 29,773           |          |
| 1992年（平成04年） | 30,505           |          |
| 1993年（平成05年） | 30,772           |          |
| 1994年（平成06年） | 30,893           |          |
| 1995年（平成07年） | 30,842           |          |
| 1996年（平成08年） | 30,909           |          |
| 1997年（平成09年） | 30,315           |          |
| 1998年（平成10年） | 29,705           |          |
| 1999年（平成11年） | 29,200           | [ * 1 ]  |
| 2000年（平成12年） | 28,798           | [ * 2 ]  |
| 2001年（平成13年） | 28,550           | [ * 3 ]  |
| 2002年（平成14年） | 28,179           | [ * 4 ]  |
| 2003年（平成15年） | 27,855           | [ * 5 ]  |
| 2004年（平成16年） | 27,508           | [ * 6 ]  |
| 2005年（平成17年） | 27,501           | [ * 7 ]  |
| 2006年（平成18年） | 28,147           | [ * 8 ]  |
| 2007年（平成19年） | 28,314           | [ * 9 ]  |
| 2008年（平成20年） | 27,953           | [ * 10 ] |
| 2009年（平成21年） | 27,459           | [ * 11 ] |
| 2010年（平成22年） | 27,055           | [ * 12 ] |
| 2011年（平成23年） | 26,753           | [ * 13 ] |
| 2012年（平成24年） | 26,784           | [ * 14 ] |
| 2013年（平成25年） | 26,951           | [ * 15 ] |
| 2014年（平成26年） | 26,161           | [ * 16 ] |
| 2015年（平成27年） | 26,225           | [ * 17 ] |
| 2016年（平成28年） | 26,177           | [ * 18 ] |
| 2017年（平成29年） | 26,312           | [ * 19 ] |
| 2018年（平成30年） | 26,484           | [ * 20 ] |
| 2019年（令和元年） | 26,296           |          |

## 相鄰車站
東日本旅客鐵道
■高崎線
- 特急「赤城」「草津·四萬」（多忙期運行的部分臨時列車）停車站

■快速「Urban」
上尾－桶川－鴻巢
■特別快速
上尾－桶川－北本
■普通
北上尾－桶川－北本

### 使用情況
JR1日平均使用人數
1. ↑  各駅の乗車人員 （页面存档备份，存于） - JR東日本

JR東日本2000年度以後上車人次
1. ↑  各駅の乗車人員（2000年度） （页面存档备份，存于） - JR東日本
2. ↑  各駅の乗車人員（2001年度） （页面存档备份，存于） - JR東日本
3. ↑  各駅の乗車人員（2002年度） （页面存档备份，存于） - JR東日本
4. ↑  各駅の乗車人員（2003年度） （页面存档备份，存于） - JR東日本
5. ↑  各駅の乗車人員（2004年度） （页面存档备份，存于） - JR東日本
6. ↑  各駅の乗車人員（2005年度） （页面存档备份，存于） - JR東日本
7. ↑  各駅の乗車人員（2006年度） （页面存档备份，存于） - JR東日本
8. ↑  各駅の乗車人員（2007年度） （页面存档备份，存于） - JR東日本
9. ↑  各駅の乗車人員（2008年度） （页面存档备份，存于） - JR東日本
10. ↑  各駅の乗車人員（2009年度） （页面存档备份，存于） - JR東日本
11. ↑  各駅の乗車人員（2010年度） （页面存档备份，存于） - JR東日本
12. ↑  各駅の乗車人員（2011年度） （页面存档备份，存于） - JR東日本
13. ↑  各駅の乗車人員（2012年度） （页面存档备份，存于） - JR東日本
14. ↑  各駅の乗車人員（2013年度） （页面存档备份，存于） - JR東日本
15. ↑  各駅の乗車人員（2014年度） （页面存档备份，存于） - JR東日本
16. ↑  各駅の乗車人員（2015年度） （页面存档备份，存于） - JR東日本
17. ↑  各駅の乗車人員（2016年度） （页面存档备份，存于） - JR東日本
18. ↑  各駅の乗車人員（2017年度） （页面存档备份，存于） - JR東日本
19. ↑  各駅の乗車人員（2018年度） （页面存档备份，存于） - JR東日本
20. ↑  各駅の乗車人員（2019年度） （页面存档备份，存于） - JR東日本

JR統計資料
1. ↑  埼玉県統計年鑑 （页面存档备份，存于） - 埼玉県
2. ↑  桶川市の統計 （页面存档备份，存于） - 桶川市

埼玉縣統計年鑑
1. ↑  .   [2020-05-16]. （原始内容存档于2020-02-02）.
2. ↑  .   [2020-05-16]. （原始内容存档于2020-02-02）.
3. ↑  .   [2020-05-16]. （原始内容存档于2020-02-02）.
4. ↑  .   [2020-05-16]. （原始内容存档于2020-02-02）.
5. ↑  .   [2020-05-16]. （原始内容存档于2020-02-02）.
6. ↑  .   [2020-05-16]. （原始内容存档于2020-02-02）.
7. ↑  .   [2020-05-16]. （原始内容存档于2020-02-02）.
8. ↑  .   [2020-05-16]. （原始内容存档于2020-02-02）.
9. ↑  .   [2020-05-16]. （原始内容存档于2020-02-02）.
10. ↑  .   [2020-05-16]. （原始内容存档于2020-02-02）.
11. ↑  .   [2020-05-16]. （原始内容存档于2020-02-02）.
12. ↑  .   [2020-05-16]. （原始内容存档于2020-02-02）.
13. ↑  .   [2020-05-16]. （原始内容存档于2020-02-02）.
14. ↑  .   [2020-05-16]. （原始内容存档于2020-02-02）.
15. ↑  .   [2020-05-16]. （原始内容存档于2020-02-02）.
16. ↑  .   [2020-05-16]. （原始内容存档于2020-02-02）.
17. ↑  .   [2020-05-16]. （原始内容存档于2020-02-02）.
18. ↑  .   [2020-05-16]. （原始内容存档于2020-02-02）.
19. ↑  .   [2020-05-16]. （原始内容存档于2020-02-02）.
20. ↑  .   [2020-05-16]. （原始内容存档于2020-03-18）.

## 外部連結
- 車站資訊（桶川）：東日本旅客鐵道

35°59′54″N 139°33′51″E / 35.9982°N 139.5642°E